# Baumgarten (Vienna)

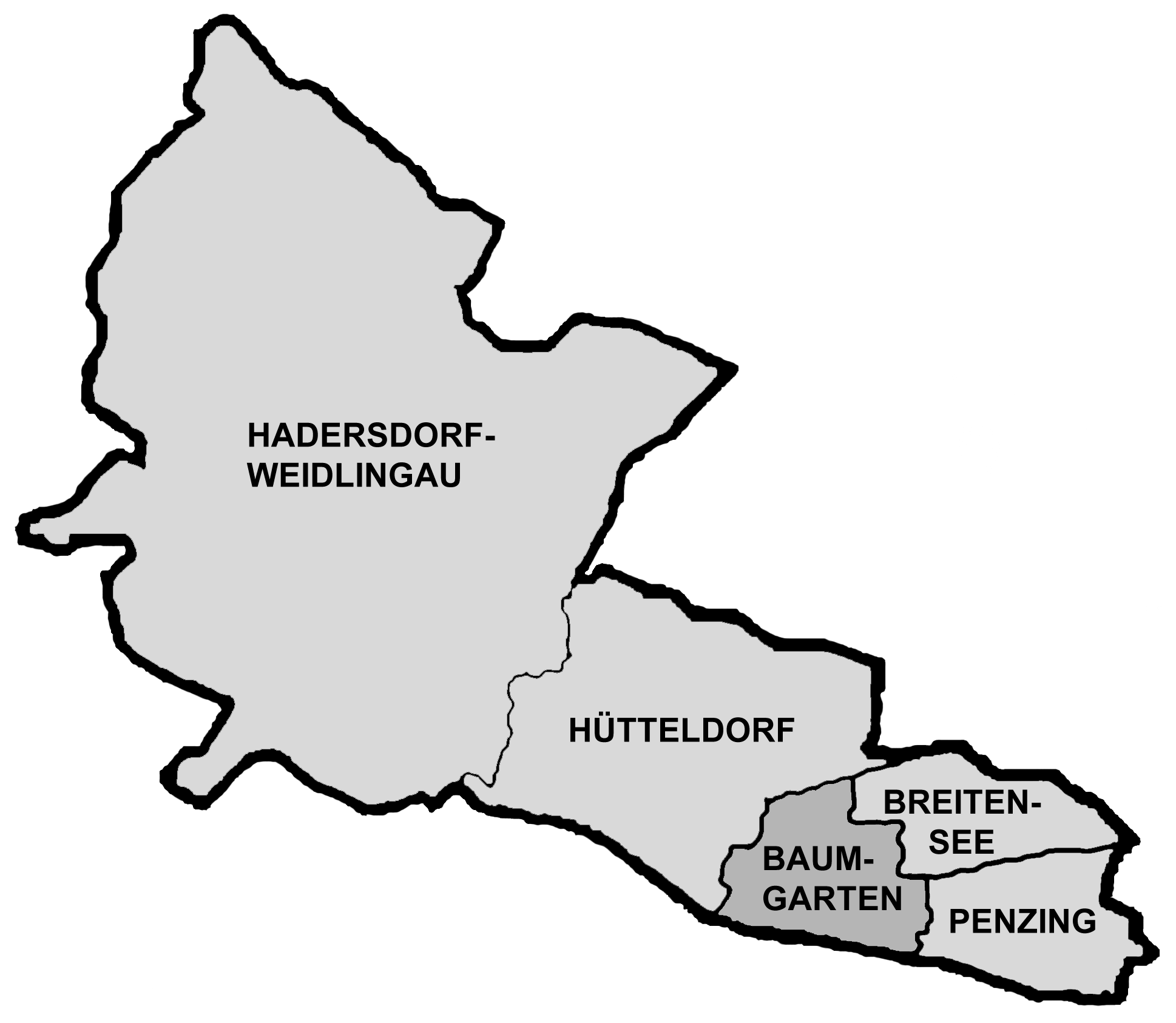
Mappa di Baumgarten

Baumgarten fa parte del 14° distretto di Vienna, Penzing. Si compone di Oberbaumgarten e Unterbaumgarten, entrambe sono comunità catastali. È nota per avere dato i natali a Gustav Klimt
| Controllo di autorità | VIAF (EN) 236540468 · GND (DE) 4392171-1 |